# Rienck Bockema
Rienck Bockema, of Renick, Rewenich, (1350 — Thabor, 29 februari 1436) was een heerschap en ridder uit Sneek. Hij was grootgrondbezitter en baljuw van Olde Waghenbrugge. Bockema gold als een bondgenoot van de Graven van Holland. In 1406 stichtte hij het klooster Thabor waar hij even later introk als monnik. 

## Leven
Bockema werd geboren als zoon van Bocke van Donia, hoveling te Sneek en Oosterend. Rienck trouwde met Bott (of Hylck genaamd) Sickinga (1352-1386), dochter van Feicke Sickinga (1325-1407) uit Goënga. Bockema woonde met zijn vrouw op Rodenburg. Samen kregen zij een dochter, His genaamd. His trouwde in 1402 met Agge Harinxma uit Heeg. De in 1403 geboren Bocke, zoon van Agge en His, geldt als stamvader van de Harinxma's te Sneek. 
Rienck Bockema wordt gezien als (een van) de grondleggers van de Sneker hoofdelingen dynastie. In 1378 werd de stad Sneek door Bockema geregeerd. Toen Rienck in 1410 naar het klooster ging droeg hij het bewind van Sneek aan zijn schoonzoon Agge over.

## Werk

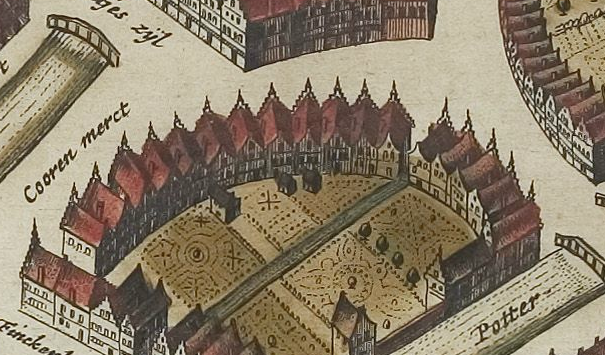
Rodenburg op een afbeelding uit 1653, de stins bevindt zich rondom de twee huisjes in het midden van de afbeelding.

Nadat hij samen met de koning van Engeland, waarschijnlijk Eduard III van Engeland, de Turken (waarschijnlijker de Fransen) bevocht, werd hij mede vanwege zijn dappere daden tot ridder geslagen. De koning was zo op hem gesteld dat hij hem een wapen met drie kronen en heerschappij over de stad Sneek voor het leven schonk. 
Toen zijn vrouw Bott in 1386 plotseling overleed besloot Bockema op pelgrimstocht te gaan naar Jeruzalem. Hij vertrok in februari 1387 en kwam in oktober van dat jaar weer terug.  
Na zijn terugkomst trok hij in 1393 met de hertog Willem van Gelre richting Litouwen alwaar hij slot Gaarde van de prins van Litouwen (Wykolt) belegerde. Het werd een bloedige strijd die zeker duizenden het leven kostte. Na de succesvolle inname van het slot vond Bockema daar een Mariabeeld. Hij nam het mee en bij thuiskomst kreeg het een plek in de de kleine of Kruisbroederskerk te Sneek. 
Na de inname van Friesland door de graaf van Holland Albrecht van Beieren (1336-1404) werd Bockema als baljuw van Westergo aangesteld. Het gebied waarover hij heerste was Olde Waghenbrugge (grofweg Wymbritseradeel, Gaasterland en Doniawerstal). In 1399 vluchtte Bockema vanwege de opstand van de Schieringers, Bockema was zelf Vetkoper, naar Medemblik voor bescherming van de graaf. Bockema werd samen met andere baljuws onder de graaf van Holland (waaronder Cammingha, Heemstra en Walta) zeer gehaat door zijn Friese landgenoten. Na hun gedwongen vlucht werden zij dan ook door de graaf jaarlijks betaald tot het mogelijk zou zijn om terug te keren. Volgens brieven van 5 en 6 september 1400 kregen de vier heren ieder 200 gulden per jaar. Feicke Sickinga, schoonvader van Bockema en tevens bondgenoot van de graaf, ontving een jaarlijkse toelage van 50 Hollandse gulden. Feicke werd door de graaf genoemd als een van 'onze goede lieden' die 'omwille van ons groot verlies hebben geleden'. Uit de hoogte van de bedragen valt op te maken hoe groot de diensten en inspanningen van deze personen voor de graaf geweest moeten zijn. Na het bestand tussen de Schieringers en Vetkopers uit 1401 keerde Bockema in 1402 terug naar Sneek. Zijn huis Rodenburg was echter door de opstandelingen afgebroken.

### Klooster Thabor

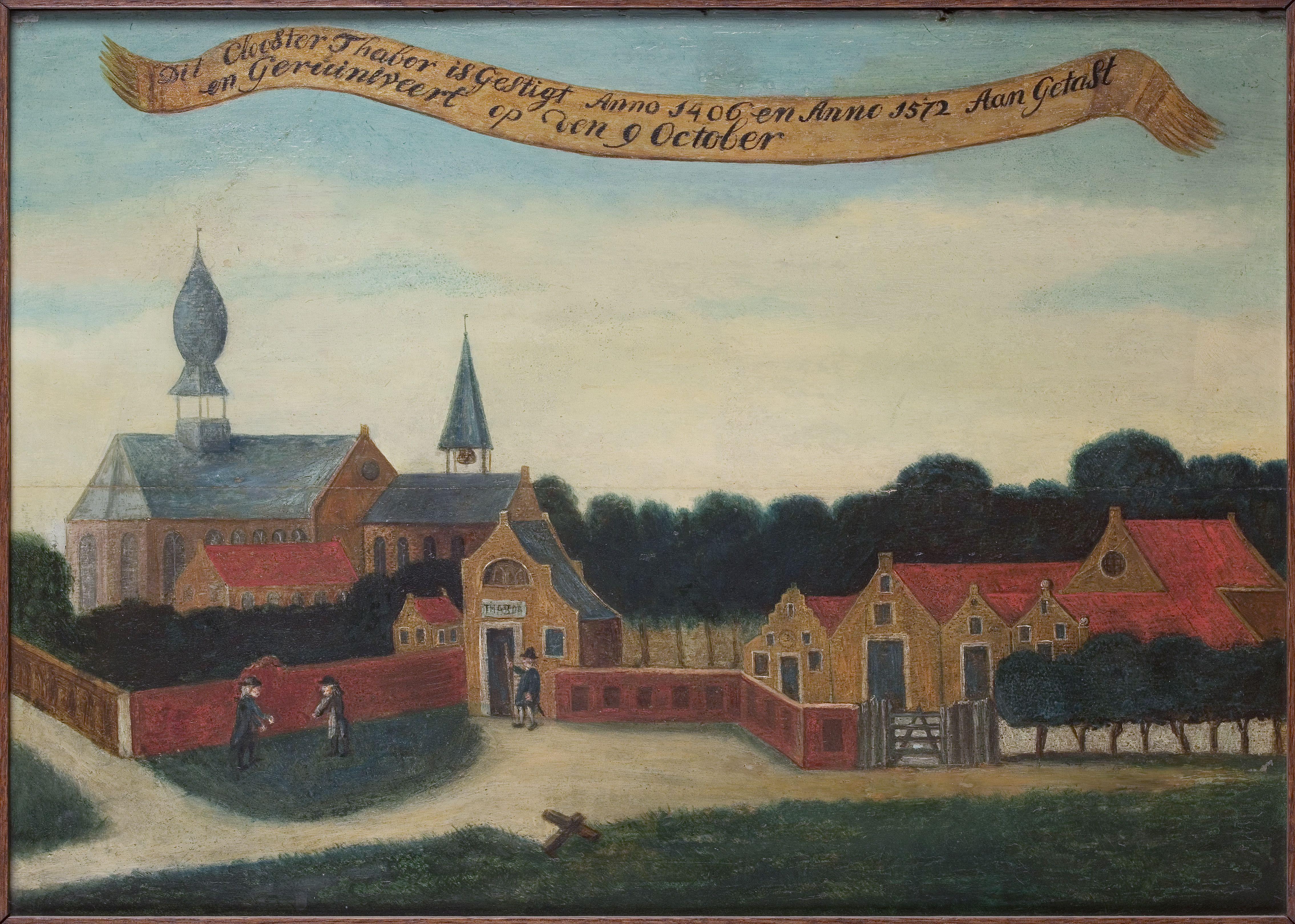
Een schilderij van het klooster Thabor

Na zijn terugkeer was Bockema toch enigszins teleurgesteld in de hoge verwachtingen die hij had bij de graaf. Daar kwam bij dat hij bij de plaatselijke Schieringers in onmin was geraakt. Rienck besloot hierop verder als monnik door het leven te gaan. Zoals wel vaker bij Bockema het geval was dacht hij groot en dus besloot hij tot het oprichten van een klooster als grootste blijk van godsdienstijver. Hiervoor stond hij van zijn vader geërfde landerijen en huizen af en riep hij de hulp in van enkele vrienden. In het jaar 1406 volgde de stichting van het klooster Thabor te Tirns.   
Bij zijn terugtocht van de veldslag in 1393 had Bockema twee heidense jongens uit Litouwen meegenomen. Hij liet hen in Sneek dopen. De ene jongen misdroeg zich regelmatig en werd daardoor door Rienck afgezonderd van de rest van de leerlingen. De ander, Mauritius genoemd, gedroeg zich een stuk beter en werd uiteindelijk zelfs Procurator van het klooster.  
In 1410, vier jaar na de oprichting, trad Bockema zelf toe tot het klooster dat door hem was opgericht. Vanwege het vele bloedvergieten mocht Bockema echter geen priester worden en dus bleef hij monnik. Zijn schoonzoon Agge Harinxma volgde hem op als hoofdeling. Bockema verbleef uiteindelijk zesentwintig jaar in het klooster en overleed er op 86-jarige leeftijd. Hij werd in de kerk van het klooster begraven. 

## Trivia
In de Binnenstad van Sneek is een straat vernoemd naar Bockema; de Rienck Bockemakade.

## Externe Links
- Veldkamp, Wouda: Rienck Bockes Bockema
- Fanfare Orkest CMV "Harmonie Sneek", Nieuws, Rewenich over het leven van Rienck Bockema op de lessenaar

- International Standard Name Identifier: 0000 0003 9162 817X
- Nederlandse Thesaurus van Auteursnamen: 143776142
- Virtual International Authority File: 285520565